# Kamila Skolimowska
Kamila Skolimowska (Varsóvia, 4 de novembro de 1982 – Vila Real de Santo António, 18 de fevereiro de 2009) foi uma atleta e campeã olímpica polonesa especialista no lançamento de martelo. Conquistou a medalha de ouro em Sydney 2000, tornando-se, aos 17 anos, a mais jovem campeã olímpica da modalidade. Seu melhor lançamento pessoal, um recorde nacional polonês, foi de 76,83 metros, alcançado em maio de 2007, em Doha, Catar.
Filha do halterofilista Robert Skolimowski, que competiu em Moscou 1980, Kamila morreu aos 26 anos enquanto treinava em Vila Real de Santo António, Portugal. A causa da morte foi originalmente atribuída a um ataque cardíaco, mas o resultado da autópsia confirmou uma embolia pulmonar. Sua compatriota, sucessora e pupila, Anita Wlodarczyk, atual recordista mundial, bicampeã mundial e vice-campeã olímpica em Londres 2012, usa os sapatos e as luvas de Kamila em suas competições internacionais.
Está sepultada no Cemitério de Powązki em Varsóvia.